# 死亡螺旋
死亡螺旋（英語：Death spiral）是指医疗保险产品运营过程中，由于参保人员结构发生变化而引起保费不断上升，最终导致产品无法继续的恶性过程。
受逆向选择影响，当参保产品定价过于平均时，该产品对于高风险人群的价值远大于低风险人群，如老年人显著受益而年轻健康者几乎不获益，从而导致健康人群因没有得到保费所配套的合理赔付而退出产品。参保人员结构变化后，产品所覆盖的人群仍维持较高的赔付成本，赔付率增高，因此保险产品定价将对应上调，继而导致更多的健康人群退出。依此循环，最终保司不能合理摊薄成本，产品走向失败

。
该术语最早可见于 1998 年 Cutler 和 Zeckhauser 的论文《健康保险中的逆向选择》，该论文明确提到了“逆向选择死亡螺旋（l）”
。
2020年，中华人民共和国国务院发布《关于深化医疗保障制度改革的意见》后，“惠民保”类城市定制型商业保险逐渐丰富，中国大陆学界、保险界也逐渐就此类产品的设计结构展开了死亡螺旋的讨论。而在更早的美国医疗保健改革中，死亡螺旋的概念也得到了一定的探讨

。